# Tube (emballage)
Pour les articles homonymes, voir Tube.

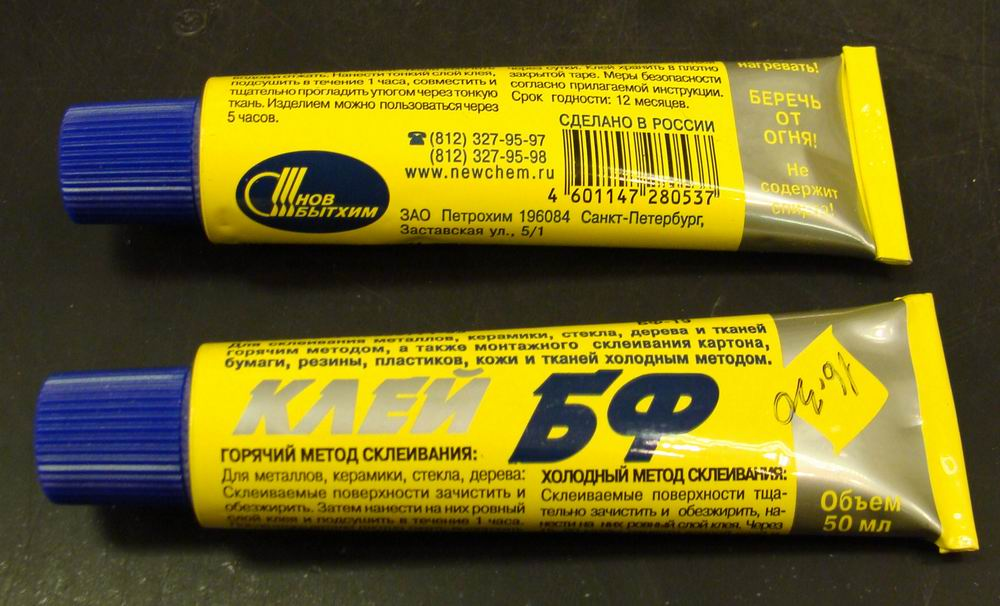
Tube (emballage)

Un tube est un contenant d'allure cylindrique destiné à l'emballage. Il peut être souple ou rigide. 

## Tubes souples
Pour les produits pâteux, tels que les crèmes et les dentifrices, il est aplati à une extrémité pour assurer son étanchéité par soudure ou pliage tandis que l'autre offre pour se servir un bouchon ou dispositif refermable. Il suffit de presser sur le tube ouvert pour se servir avec précision.
Le brevet d'invention du tube souple compactable, fermé hermétiquement à l’aide d’une pince et dont l'enveloppe est une feuille d'étain, est déposé à Londres en 1841 par le peintre américain John Goffe Rand. Ce tube remplace avantageusement les peintures d'antan qui étaient contenues dans des vessies de porc séchées et qui devaient être utilisées très rapidement du fait de leur conditionnement.

Le dentiste Washington Sheffield (en) s'inspire des peintres qui utilisent ces tubes de peinture en métal pour créer en 1892 le premier dentifrice en tube souple plus pratique et hygiénique.
Jusque dans les années 1960, tous les tubes sont en métal, d'abord en étain puis en aluminium. Le développement de la chimie des polymères dans la seconde moitié du XXe siècle s'accompagne de l'industrialisation des matériaux thermodurcissables puis thermoplastiques à partir desquels sont faits les tubes. À la fin du XXe siècle, ils sont notamment réalisés à partir d’une gaine épaisse en polyéthylène basse densité (PEBD) extrudée-soufflée, qui est soudée, à une extrémité, sur un goulot injecté, du même polymère et, à l’autre extrémité, sur elle-même après remplissage. L'élasticité de ce matériau leur rend aussitôt après usage la forme d'un tube neuf, d'où une possible introduction d'air, avec une possible oxydation du produit.
Désormais, les tubes souples sont en complexe métalloplastique, ce qui cumule les avantages.

## Tubes rigides
Pour les produits secs, par exemple les comprimés, les tubes sont rigides, avec un fond et un bouchon presque toujours emboîté et non vissé. Quand les comprimés sont effervescents ou simplement hydrophiles (avides d'eau), l'intérieur du bouchon contient des cristaux qui absorbent l'humidité plus facilement que le comprimé afin que celui-ci reste bien sec. C'est une des plus anciennes applications de l'emballage actif. Les tubes étaient autrefois en aluminium filé, ils sont pour la plupart aujourd'hui en plastique injecté, parfois c'est un tube plastique extrudé, coupé et soudé à un fond.
Un tube, en carton par exemple, peut être un support d'enroulement pour du papier toilette par exemple, voir broche.
Un tube, en carton par exemple, peut être un emballage pour des affiches, des photos de grande taille qu'on livre enroulées à l'intérieur ou des outils (forets longs par ex.). Les modèles élaborés, avec fermeture en extrémité et parfois télescopiques, sont des emballages réutilisables pour le transport et l'archivage de plans ou dessins. Ce type d'emballage s'appelle aussi canister. 